# Eugeniusz Trybuch
Eugeniusz Trybuch (ur. 3 stycznia 1940, zm. 25 sierpnia 2024) – polski działacz państwowy i sportowy, w latach 1987–1990 wicewojewoda siedlecki.

## Życiorys
Absolwent technikum mechanizacji rolnictwa w Płocku. W młodości trenował podnoszenie ciężarów. W latach 70. był wiceprezesem Wojewódzkiego Związku Gminnych Spółdzielni „Samopomoc Chłopska” w Siedlcach. W 1976 został założycielem i pierwszym prezesem klubu podnoszenia ciężarów Wojewódzkiego Ludowego Klubu Sportowego Nowe Iganie, pozostał nim aż do 1992. W latach 1987–1990 zajmował stanowisko wicewojewody siedleckiego. Wieloletni działacz Zjednoczonego Stronnictwa Ludowego, pełnił funkcję sekretarza Komitetu Powiatowego ZSL w Garwolinie.
Był żonaty, miał córki. Pochowany na cmentarzu parafialnym przy kościele św. Wincentego á Paulo w Otwocku.

## Wyróżnienia
W 2016 odznaczony Medalem 40-lecia WLKS Siedlce-Nowe Iganie, a w 2018 Medalem „Za zasługi dla Ruchu Ludowego” im. Wincentego Witosa.